# Shifty Henry
John Willie „Shifty“ Henry (* 4. Oktober 1921 in Edna, Texas; † 30. November 1958 in Los Angeles) war ein US-amerikanischer Musiker (Bass, Trompete) und Komponist im Bereich des Jazz und der R&B-Musik.

## Leben und Wirken
Henry studierte Musik an der Prairie View A&M University nahe Houston und zog 1944 nach dem Abschluss nach Los Angeles, wo er als Musiker, Bandleader und Arrangeur u. a. mit Ernestine Anderson (Cool Lovin’ Baby), Billy Eckstine (Sophisticated Lady 1947, #24 der Charts), Sonny Criss, Jack McVea, Dizzy Gillespie, Dexter Gordon, Big Joe Turner, Johnny Otis und The Treniers arbeitete. Einer seiner bekanntesten Songs, Let Me Go Home Whiskey wurde zuerst von Amos Milburn eingespielt und war später ein Hit der Country-Band Asleep at the Wheel. Weitere Songs Henrys wie Dark Shadows, Hyping Woman Blues, Vacation Blues und Whiskey Do Your Stuff wurden u. a. von Ray Charles, B. B. King, Charlie Parker und T-Bone Walker gecovert. Mit seinen Shifty Henry All-Stars spielte er regelmäßig beim Neujahrsfest von Dorothy Chandler und ihres Ehemanns Otis, Verleger der Los Angeles Times.
Für Leo Fender spielte er als einer der ersten Musiker mit dem E-Bass Fender Precision Bass; Henry wurde zum Pionier auf diesem Instrument. Als Kontrabassist ist er in dem Film-Noir-Klassiker Opfer der Unterwelt (1950) zu sehen; ferner war er als Studiomusiker in Fernsehprogrammen wie Dixie Showboat tätig und trat auch in Shows von Dean Martin und Jerry Lewis auf. Er starb 1958 im Alter von 37 Jahren.
Sein Name wurde in dem Leiber-Stoller-Song Jailhouse Rock genannt.